# Фьодор Шуберт
Фьодор Фьодорович Шуберт (на руски: Фёдор Фёдорович Шуберт) (на немски: Friedrich Theodor Schubert) е руски офицер, генерал от пехотата, геодезист и картограф.

## Биография
Фьодор Фьодорович Шуберт е роден на 12 февруари 1789 г. в семейството на потомствен дворянин от Санкт Петербург. Учи в престижното училище при лютеранската църква „Свети апостоли Петър и Павел“. Ориентира се към военното поприще. Произведен е в първо офицерско звание подпоручик и постъпва в императорската свита по квартирмайстерската част (1803). Изучава геодезия и картография под ръководството на генерал-инженер Пьотър Сехтелен. Участва в астрономически и геодезически експедиции в различни руски губернии и Китай.
Участва във войната на четвъртата антинаполеоновска коалиция срещу Франция (1806-1807). Бие се храбро в битката при Пултуск (1806) и е тежко ранен в битката при Прейсиш-Ейлау (1807).
В Руско-шведската война от 1808-1809 г. се проявява в битките при Форсбю, Дехердале, Реверхолм, Толснее и Ханхеуд. Включва се в топографското заснемане на Финландия.
Продължава бойният си път в Руско-турската война от 1806-1812 г. Отличава се в битките при Силистра, Русе, Шумен и Батин. Участва в превземането на Плевен, Ловеч на 18 октомври 1810 г. и на Севлиево. За отличие при второто превземане на Ловеч на 31 януари 1811 г. е награден със златно оръжие „За храброст“ и е повишен във военно звание капитан.
В отразяването на нападението на Наполеон Бонапарт срещу Русия се проявява в битките при Витебск, Смоленск, Бородино, Тарутино, Малоярославец и Красно (1812).
Участва във войната на Шестата антинаполеоновска коалиция срещу Франция (1813-1814). Отличава в битките при Бауцен и Лайпциг (1813), Фер-Шампенуаз и Париж (1814). Служи като квартирмайстер на Окупационния корпус във Франция и извършва топографско заснемане в Белгия и Франция.
След завръщаното си в Русия е началник на 3-то отделение на Военнотопографското депо на Главния щаб (1819). Повишен е във военно звание генерал-майор през 1820 г. Директор на Военнотопографското депо на Главния щаб (1825-1843). Почетен член на Санкт-Петербургската академия на науките от 20 юни 1827 г. Член на Императорската военна академия от 1832 г.
Ръководи тригонометричните и топографски работи в Руската империя и издаването на подробни карти и планове на Москва и Санкт Петербург. Създадена е и триверстовата професионална карта „План на превземането на Ловеч 31 януари 1811 г.“, която съдържа подробни сведения за бойните действия, релефа, градоустройството и инфраструктурата на Ловеч. Издава периодичното списание „Записки на Военнотопографическото депо“.
Генерал-квартирмайстер на Главния щаб (1834-1843). За отличие е повишен последователно във военно звание генерал-лейтенант през 1831 г. и генерал от пехотата през 1845 г. Директор на Военнонаучния комитет на Главния щаб (1845-1859).
Владее четири чужди езика. Увлича се по нумизматиката и публикува свой капитален труд, както и изложба с каталог на своите карти, планове и топографски заснемания. Умира на 15 ноември 1865 г. в Щутгарт, Германия.
Негова внучка е София Ковалевска.